# Iduvani, Sagar
Iduvani là một làng thuộc tehsil Sagar, huyện Shimoga, bang Karnataka, Ấn Độ.